# 近代美術 (企業)
株式会社近代美術は、沖縄県島尻郡南風原町の印刷会社。